# Michael Knapp (Verwaltungsbeamter)
Michael Knapp (* 1965 oder 1966 in Wuppertal) ist ein deutscher Verwaltungsbeamter (CDU). Er ist seit 2022 Erster Stadtrat und Kämmerer von Neumünster.

## Leben
Michael Knapp absolvierte eine Ausbildung zum Offizier der Bundesmarine und parallel das Studium zum Diplom-Verwaltungswirt.
Von 2001 bis 2005 war er für die Bundesagentur für Arbeit in Neumünster tätig. Bis 2008 war er Bereichsleiter der ARGE im Kreis Segeberg. Nach einer Tätigkeit bei der Agentur für Arbeit in Kiel war er von 2011 bis 2022 Geschäftsführer des Jobcenters im Kreis Segeberg. Zwischenzeitlich war er 2016 Leiter der Agentur für Arbeit in Kiel.
Knapp bewarb sich 2014 als Parteiloser für das Amt des Landrats im Kreis Segeberg, zog die Bewerbung aber wieder zurück. Er ist CDU-Mitglied und war ab 2018 bürgerschaftliches Mitglied im Finanz- und Rechnungsprüfungsausschuss der Stadt Neumünster.
Seit 1. Mai 2022 ist er Stadtrat von Neumünster in der Funktion des Kämmerers. Er ist zuständig für Personal, Bürgerservice, öffentliche Sicherheit und Ordnung, Haushalt und Finanzen sowie Feuerwehr, Rettungsdienst und Katastrophenschutz. Seit 1. September 2022 ist er darüber hinaus Erster Stadtrat, also stellvertretender Bürgermeister.